# 過酸化バリウム
過酸化バリウム（かさんかバリウム、英: barium peroxide）はバリウムの過酸化物で、化学式BaO2で表される無機化合物。構造は炭化カルシウムに似る。

## 用途
酸化剤や漂白剤として使用される。炎色反応により緑色に発色することから、花火に添加される。

## 反応
酸化バリウムに酸素を吸収させることにより生成する。これは可逆反応であり、加熱により酸化バリウムと酸素に分解する。
{\displaystyle {\ce {2BaO\ +O2\ \rightleftarrows \ 2BaO2}}}
硫酸との反応により、硫酸バリウムと過酸化水素を生じる。
{\displaystyle {\ce {BaO2\ + H2SO4 -> H2O2\ + BaSO4}}}

## 安全性
日本の法令では、消防法により第1類危険物（酸化性固体）、毒物及び劇物取締法により劇物に分類される。自体は不燃性だが、酸化性があるため可燃物や還元剤と激しく反応する。
眼や皮膚、気道に対する刺激性があり、摂取すると神経系への影響や、低カリウム血症などを起こすことがある。水生生物に対する毒性がある。